# Arjan van der Laan
Arjan van der Laan (Nieuwkoop, 10 november 1969) is een Nederlands voormalig voetballer. De middenvelder kwam onder meer uit voor Sparta Rotterdam en FC Twente.

## Loopbaan als speler
Van der Laan speelde in zijn jeugd voor Nieuwkoop. Later speelde hij voor amateurvereniging ARC uit Alphen aan den Rijn. Op 22-jarige leeftijd maakte hij in 1992 de overstap naar het betaald voetbal en werd hij ingelijfd door Sparta Rotterdam. Op 16 augustus 1992 maakte hij zijn profdebuut in een wedstrijd tegen RKC. Vanaf zijn tweede seizoen werd hij een vaste basiskracht van de Rotterdamse club. In zeven seizoenen speelde hij 213 competitieduels, waarin hij 54 maal scoorde.
In 1999 maakte Van der Laan een overstap naar FC Twente. Met Twente won hij in 2001 de KNVB beker 2000/01, door in de finale PSV na strafschoppen te verslaan. Van der Laan speelde drie seizoenen voor FC Twente, waarna hij vertrok naar ADO Den Haag. In zijn eerste seizoen in Den Haag werd ADO kampioen van de Eerste divisie en promoveerde het naar de Eredivisie. In zijn tweede seizoen kwam Van der Laan echter steeds minder tot spelen. Hij werd in januari 2004 voor de rest van het seizoen aan FC Dordrecht verhuurd, waar hij vervolgens een contract tekende. In 2006 beëindigde hij zijn professionele carrière. Hij woont in de gemeente Nieuwkoop.

## Loopbaan als trainer
Nadat hij afscheid had genomen als profvoetballer werd hij jeugdtrainer bij Sparta Rotterdam. In het seizoen 2012/13 was Van der Laan actief als stagiair bij N.E.C.. Hierna trainde hij Jong Sparta en was assistent bij het eerste. Van der Laan trad in twee periodes op als interim-hoofdtrainer van Sparta Rotterdam: samen met Peter van den Berg na het ontslag van Michel Vonk in april 2013 en na het ontslag van Adri Bogers op 2 december 2013. In 2014 vertrok Van de Laan bij Sparta en werd jeugdtrainer en assistent bij de beloften bij FC Utrecht. Vanaf het seizoen 2015/16 is hij hoofdtrainer bij FC Lisse. Vanaf 1 oktober 2015 is hij bondscoach van het Nederlands vrouwenvoetbalelftal. Hij trad aan als opvolger van Roger Reijners, die opstapte nadat Oranje was gestrand in de achtste finales van het WK vrouwenvoetbal 2015 in Canada. Op 23 december 2016 maakte de KNVB bekend dat het per direct afscheid neemt van Van der Laan. In 2019 werd hij samen met Gery Vink trainer van SV TEC wat hij na 1 seizoen alweer gaat verlaten. Voor het seizoen 2020-2021 heeft hij een eenjarig contract getekend bij zondag 2e klasser RKSV Altior uit Langeraar.

## Clubstatistieken
| Seizoen | Club             | Duels | Goals | Competitie     |
| ------- | ---------------- | ----- | ----- | -------------- |
| 1992/93 | Sparta Rotterdam | 14    | 0     | Eredivisie     |
| 1993/94 | Sparta Rotterdam | 34    | 12    | Eredivisie     |
| 1994/95 | Sparta Rotterdam | 31    | 8     | Eredivisie     |
| 1995/96 | Sparta Rotterdam | 34    | 8     | Eredivisie     |
| 1996/97 | Sparta Rotterdam | 34    | 13    | Eredivisie     |
| 1997/98 | Sparta Rotterdam | 34    | 9     | Eredivisie     |
| 1998/99 | Sparta Rotterdam | 32    | 4     | Eredivisie     |
| 1999/00 | FC Twente        | 31    | 6     | Eredivisie     |
| 2000/01 | FC Twente        | 33    | 3     | Eredivisie     |
| 2001/02 | FC Twente        | 29    | 5     | Eredivisie     |
| 2002/03 | ADO Den Haag     | 33    | 8     | Eerste divisie |
| 2003/04 | ADO Den Haag     | 11    | 0     | Eredivisie     |
| 2003/04 | FC Dordrecht     | 16    | 3     | Eerste divisie |
| 2004/05 | FC Dordrecht     | 33    | 6     | Eerste divisie |
| 2005/06 | FC Dordrecht     | 26    | 3     | Eerste divisie |
| Totaal  | Totaal           | 425   | 80    |                |